# Ilhas de Aran

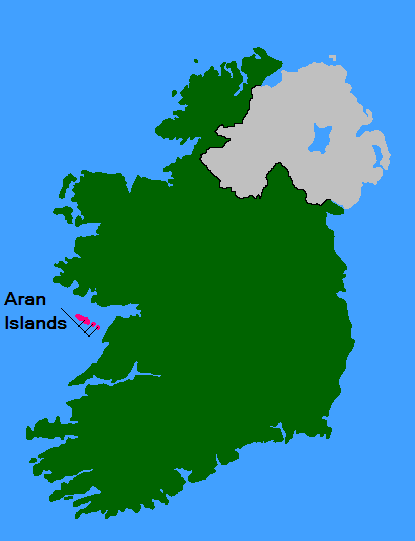
Localização do arquipélago

As ilhas de Aran (também Ilhas Aranas; em inglês:  Aran Islands e em irlandês:  oileáin Árann) são um arquipélago formado por três ilhas na confluência da Baía de Galway. A maior das três ilhas chama-se Inishmore (gaélico irlandês: Árainn o Inis Mór), a ilha de tamanho médio chama-se Inishmaan (Inis Meáin) e a menor, situada a leste, tem o nome de Inisheer (Inis Oírr, o Inis Oirtheach).

## População
Inis Mór é a maior das ilhas, com uma população de 831 habitantes. O porto, Kilronan (Cill Rónáin), é a cidade principal da ilha, na qual vivem 270 pessoas. Apesar, de não ser a menor em tamanho, Inis Meáin, é a ilha menos povoada (187 pessoas) e também a menos turística. Inis Oírr é a ilha mais pequena, com uma população de 262 habitantes segundo os dados do Censo 2002.
O documentário Os homens de Aran (Man of Aran, 1934) narra a vida quotidiana dos habitantes das ilhas de Aran. A luta diária pela sobrevivência, a defronta entre o homem e a natureza, a dureza do trabalho no mar; dirigida por Robert J. Flaherty.

## Lugares de interesse

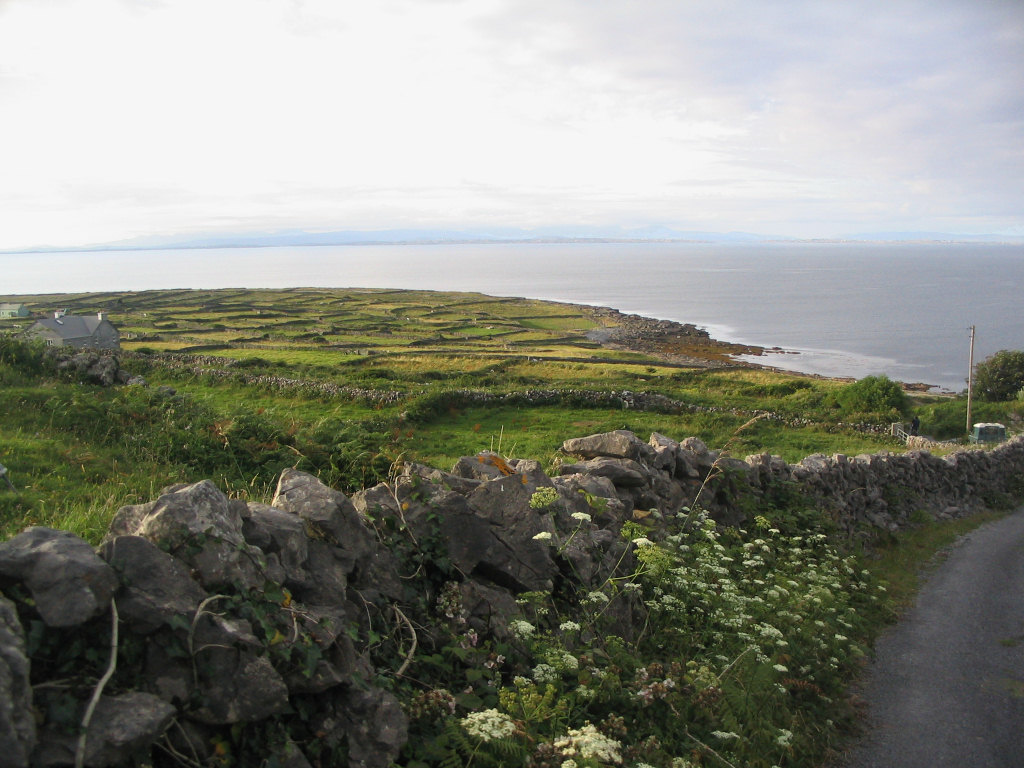
Inishmore

- Kilmurvy Beach: Uma das principais praias da ilha situada nas proximidades de Kilmurvy.
- Teampall Chiaráin: Ruínas de uma uma igreja do século XII dedicada a San Claran.
- Dún Duchathair: Construção da Idade do Ferro.
- Dún Eochla: Forte circular da Idade do Bronze.
- Dún Aonghasa: Forte da Idade do Ferro ou Bronze.
- Dún Eoghanachta: Forte circular de pedra do século I a.C.
- Na Seacht d´Teampaill: Ruínas do recinto monástico dedicado a San Brecan, datadas entre os séculos IX e XV. São conhecidas como as sete igrejas.